# Жюль Еме Баттандьє
Жюль Еме Баттандьє (фр. Jules Aimé Battandier, 28 січня 1848 — 18 вересня 1922) — французько-алжирський ботанік.

## Біографія
Жюль Баттандьє народився в Анноне 28 січня 1848 року.
Після здобуття ступеня доктора в галузі природничих наук він став професором на факультеті медицини та фармації в Алжирі у 1879 році.
Жюль Баттандье помер в місті Алжир 18 вересня 1922.

## Наукова діяльність
Жюль Баттандьє спеціалізувався на папоротеподібних, мохоподібних та насіннєвих рослинах.

## Публікації
- Avec Maire et Trabut, Atlas de la flore d'Alger (Jourdan, Alger, cinq fascicules, 1886—1920).
- Algérie. Plantes médicinales, essences et parfums (Giralt, Alger, 1889).
- Avec Trabut, L'Algérie. Le sol et les habitants. Flore, faune, géologie, anthropologie, ressources agricoles et économiques (J.-B. Baillière et fils, Paris, 1898).